# ادوارد سوم
ادوارد سوم (به انگلیسی: Edward III) (۱۳ نوامبر ۱۳۱۲ میلادی - ۲۱ ژوئن ۱۳۷۷ میلادی) پادشاه انگلستان و لرد ایرلند از سال ۱۳۲۷ تا هنگام مرگش در سال ۱۳۷۷ میلادی بود. ادوارد سوم یکی از موفق‌ترین فرمانروایان انگلستان در قرون وسطی به‌شمار می‌آید که پس از حکومت فاجعه‌بار پدرش، ادوارد دوم، بار دیگر قدرت را به خاندان سلطنتی بازگرداند و پادشاهی انگلستان را به یکی از کارآمدترین قدرت‌های اروپا بدل ساخت. ادعای او نسبت به تاج‌وتخت فرانسه موجب به پا شدن جنگ صدساله، طولانی‌ترین جنگ تاریخ اروپا شد.

## سال‌های نخستین
ادوارد سوم سیزدهم ماه نوامبر سال ۱۳۱۲ میلادی در قلعه وینزر در برک‌شایر زاده شد. او بزرگ‌ترین پسر ادوارد دوم پادشاه انگلستان و ایزابل فرانسه، دختر فیلیپ چهارم، پادشاه فرانسه بود.
حکومت ادوارد دوم موفقیت‌آمیز نبود. یکی از منابع اختلاف، عدم فعالیت و شکست مکرر پادشاه در جنگ با اسکاتلند بود. موضوع بحث‌برانگیز دیگر، حمایت انحصاری پادشاه از گروه کوچکی از افراد سلطنتی مورد علاقه‌اش بود. تولد یک وارث مرد در سال ۱۳۱۲ به‌طور موقت موقعیت ادوارد دوم را در رابطه با بارون‌های مخالف بهبود بخشید. برای تقویت بیشتر اعتبار مستقل شاهزاده جوان، پادشاه مقام اشرافی ارل چستر را تنها در دوازده روزگی وی ایجاد کرد. او به دنبال کودتایی در سال ۱۳۲۷ میلادی توسط ملکه ایزابل و معشوقش، راجر مورتیمر، از سلطنت خلع و پسرش جانشین او شد. ادوارد جوان با عنوان ادوارد سوم، روز ۱ فوریه سال ۱۳۲۷ میلادی در کلیسای وست‌مینستر لندن، تاج‌گذاری نمود و از آنجا که چهارده سال بیشتر نداشت، مادرش ملکه ایزابل و راجر مورتیمر به عنوان نایب‌السلطنه، ادارهٔ امور را در دست گرفتند. ادوارد سوم سال ۱۳۲۸ میلادی با فیلیپای اِنو ازدواج کرد و فرزندشان ادوارد که بعدتر با عنوان شاهزاده سیاه شهرت یافت در سال ۱۳۳۰ میلادی به دنیا آمد.
ادوارد سوم ماه اکتبر همان سال، ایزابل را کنار زده و مورتیمر را به دار آویخت. ایزابل نیز به کسل رایزینگ تبعید گردید. ادوارد اداره کامل حکومت را در دست گرفت و توانست قدرت و اعتبار خاندان سلطنتی را بار دیگر به آن بازگرداند. او از ادوارد بالیو در دستیابی به تخت پادشاهی اسکاتلند علیه دیوید دوم حمایت نمود و سپاهیان انگلیسی موفق به شکست نیروهای اسکاتلندی در نبرد هالیدون هیل در سال ۱۳۳۳ میلادی شدند.

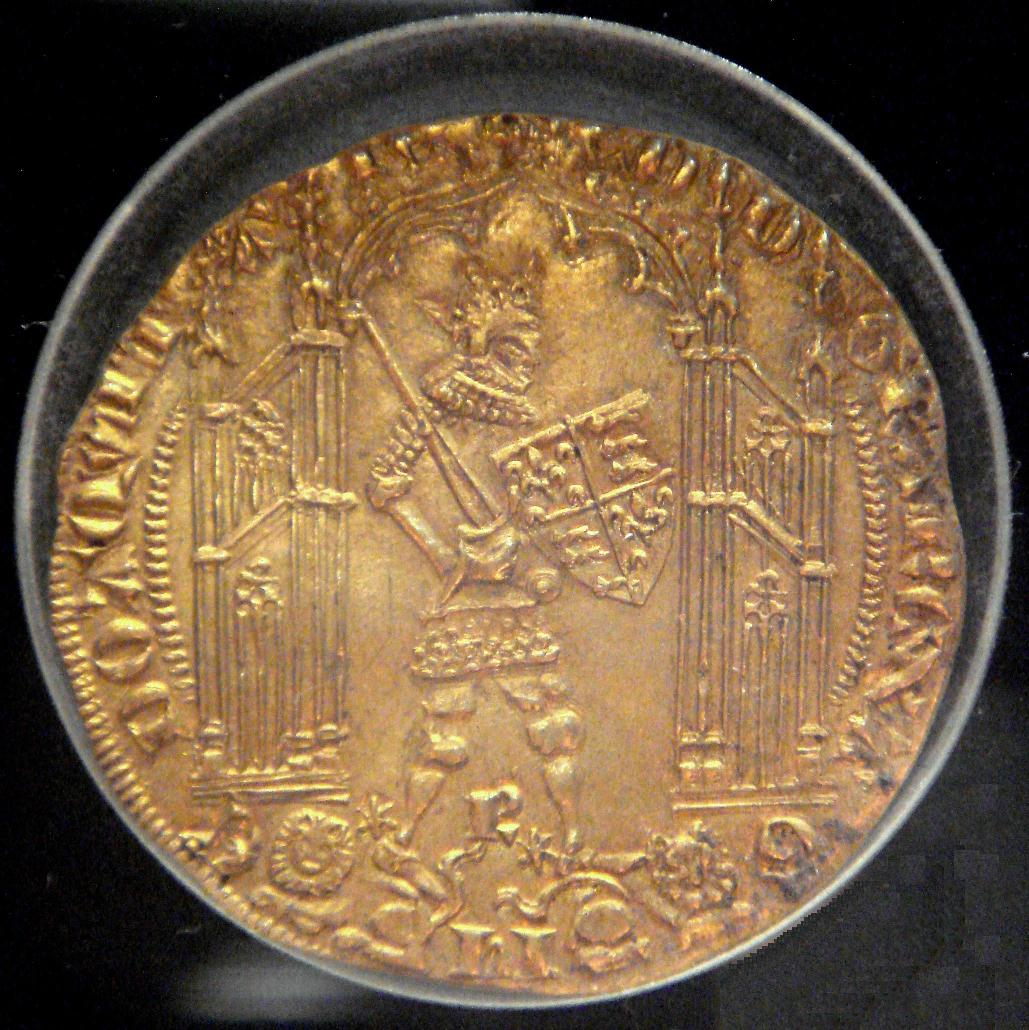
سکه‌ای با نقش ادوارد سوم به عنوان دوک گوین

## مسئله جانشینی پادشاهی فرانسه
پس از مرگ فیلیپ چهارم، پادشاه فرانسه در سال ۱۳۱۴ میلادی، سه پسر تاجدار او نیز در سنین جوانی تا سال ۱۳۲۸ میلادی بدون بر جای گذاشتن هیچ جانشین مذکری درگذشتند. با توجه به محدود شدن امر جانشینی در قوانین سلطنتی فرانسه به افراد مذکر طبق قانون سالیک، ادوارد سوم به عنوان نوه دختری فیلیپ چهارم، در کنار دو برادرزاده فیلیپ چهارم، مدعی تاج و تخت فرانسه شد. فرانسوی‌ها که نمی‌خواستند پادشاه انگلستان را پادشاه کشور خود کنند، با رد این ادعا، فیلیپ ششم، برادرزاده فیلیپ چهارم را وارث حقیقی تاج و تخت فرانسه دانسته و بدون مخالفت آشکاری از او به عنوان نخستین پادشاه دودمان والوآ پشتیبانی کردند. هر دو رقیب در ابتدا دست کم در ظاهر، این انتخاب را پذیرفتند و ادوارد حتی شخصاً برای ادای پیمان وفاداری در ارتباط با دوک‌نشین گوین به عنوان خراج‌گزار فرانسه، به نزد فیلیپ ششم رفت.
با این حال، ادوارد سوم نمی‌توانست خطر فرانسه را نادیده بگیرد. فرانسه متحد اسکاتلند بود و به آن یاری می‌رساند. فیلیپ ششم به دیوید دوم، پادشاه اسکاتلند در خاک کشورش پناه داده بود و از حملهٔ اسکاتلندی‌ها به شمال انگلستان پشتیبانی می‌کرد. به علاوه نیروهای فرانسوی چندین دهکدهٔ ساحلی انگلیسی را مورد حمله قرار داده بودند و بیم تهاجم گسترده‌تری می‌رفت. تلاش انگلیسی‌ها برای گسترش قلمروی خود در خاک فرانسه و فشار فرانسوی‌ها برای باز پس گرفتن اراضی فرانسوی تحت سلطه پادشاه انگلستان، موجب بروز درگیری‌های دامنه‌داری بین طرفین شده بود. فیلیپ ششم در نهایت سال ۱۳۳۷ میلادی، این اراضی را مصادره شده خواند تا ادوارد سوم در پاسخ خود را پادشاه راستین فرانسه بنامد و آماده جنگ شود. گفته می‌شود ادوارد بیش از آن که واقعاً به دنبال پادشاهی بر فرانسه باشد، خواهان بهانه‌ای جهت پایان دادن به درگیری‌ها بر سر گوین بود. درباریان، مخصوصاً بانوان، در ترغیب ادوارد به این عمل نقش داشته‌اند. فیلیپای انو، همسر ادوارد سوگند یاد کرد اگر پادشاه اقدام به دستیابی به حق مسلم خود در تاج و تخت فرانسه نکند جان خود و کودک درون شکمش را خواهد گرفت. بدین صورت درگیری بین دو خاندان سلطنتی والوآ در فرانسه و پلانتاژنه در انگلستان شعله جنگ صدساله بین دو کشور را برافروخت.

### جنگ صدساله
در آغاز جنگ برتری با فرانسوی‌ها به عنوان قدرت غالب اروپا بود اما ادوارد سوم موفق شد در نبرد اسلایز، ناوگان فرانسویان را در هم شکسته و خطر تهاجم آنان به بدنه اصلی خاک انگلستان را از بین ببرد. با این وجود با هزینه سنگینی که این نبردها بر خزانه انگلستان وارد ساخته بود، ادوارد مجبور به بازگشت به کشورش شد. او هزینه‌های مرحله نخست جنگ را با استقراض بیش از یک میلیون فلورین طلا از بانک‌های فلورانسی تأمین کرد. پیش‌بینی می‌شد با عواید حاصل از مالیات بر پشم این دیون تسویه شود. ناتوانی ادوارد در باز پس دادن قرض خود به ورشکسته شدن بانک‌های فلورانسی منجر شد و اثر بسیار وخیم و مخربی بر اقتصاد آن منطقه گذاشت.
با گرفتاری به ناتوانی مالی، ادوارد سال ۱۳۴۴ میلادی برای گردآوری نیروی دیگری جهت تهاجم دوم به فرانسه، بزرگان سه طبقه اجتماعی را فراخواند. آن‌ها از او خواستند جنگ را با «نبرد یا یک صلح شرافت‌مندانه» به پایان برساند و در میانه آن به درخواست‌های پاپ یا هر کس دیگر توجه نکند. بزرگان به ادوارد مجوز دادند از تمامی زمین‌داران بخواهد خود شخصاً خدمت نظامی کنند یا جایگزینی بدین جهت تایین کنند یا معادل پولی آن را بپردازند. علاوه بر این، ادوارد برای تأمین مخارج این لشکرکشی دست نیروهای خود در غارت‌گری را باز گذاشت. بدین ترتیب ادوارد بار دیگر ماه ژوئیه سال ۱۳۴۶ میلادی با چهار هزار سوار، ده هزار تیرانداز و مقداری نیروی پیاده ایرلندی و ولزی راهی نرماندی در شمال فرانسه شد. ادوارد با بهره‌جویی از عدم آمادگی نورمن‌ها، در شمال فرانسه پیش رفت و به غارت آن پرداخت. پس از تسخیر و تاراج کان، سپس راه پاریس را پیش گرفت. نیروهای ادوارد آبادی‌ها مسیر را غارت کردند و به آتش کشیدند. با مطلع شدن از نیروی بسیج‌شده حول فیلیپ، ادوارد که در این زمان قصد تقابل نداشت، مسیر خود را از پاریس تغییر داد و ظاهراً به قصد فلاندر، به سمت شمال شرقی رفت تا با استفاده از کشتی‌های آن، باز بودن راه عقب‌نشینی را تضمین کند با راهپیمایی اجباری سپاه فرانسه، پیش از آن که انگلیسی‌ها به ساحل کانال مانش برسند، دو طرف روز ۲۶ اوت سال ۱۳۴۶ میلادی در نزدیکی روستای کرسی در پیکاردی با یکدیگر رودررو شدند. ادوارد ناگریز از نبرد، موضع دفاعی مناسبی بر فراز تپه‌ای عریض اتخاذ کرد. برخلاف دستور فیلیپ، شوالیه‌های فرانسوی با «جسارت و تهور ناعاقلانه»، شروع به بالاتر رفتن از تپه کردند. مزدوران جنوایی سپاه فرانسه با کمان زنبورکی که هنوز به برد کافی برای تیراندازی نرسیده بودند، زیر باران تیر کمان‌های بلند انگلیسی شروع به گریز نمودند. برخورد آن‌ها با شمار دیگری از فرانسوی‌ها که از پشت سر قصد ورود به میدان را داشتند، آشفتگی بزرگی به پا کرد. پایداری و مهارت کمانداران انگلیسی تلفات سنگینی متوجه فرانسوی‌ها ساخت. بدین ترتیب، با خروج شبانه فیلیپ از معرکه، پیروزی بزرگی نصیب ادوارد شد. ادوارد که خود از این پیروزی شگفت زده شده بود، تلاشی برای تعقیب دشمن نکرد.
در ادامه نیروهای ادوارد با حرکت در طول خط ساحلی به سمت شمال، شهر کاله را به محاصرهٔ خود درآوردند. با مقاومت مدافعان، امر محاصره به درازا کشید. در این حین، ادوارد سعی کرد با ازدواج دخترش با لوئی دوم، کنت فلاندر اتحادی با او ایجاد کند. با این حال، لوئی که پدرش، کنت پیشین فلاندر، را در نبرد کرسی در جانب فرانسوی‌ها از دست داده بود، از این مسئله سر باز زد. اشراف فلاندری با شوریدن بر حاکم خود، او را در حبس خانگی قرار دادند تا به خواسته ادوارد سر نهد. لوئی پس از چند ماه ظاهرا پذیرفت چنین کند. ادوارد ماه مارس سال ۱۳۴۷ میلادی به همراه همسر و ایزابل، دخترش از کاله به فلاندر رفت. مراسم نامزدی مجللی بین ایزابل و لوئی برگزار شد. با این حال لوئی یک هفته پیش از مراسم عروسی، در حین شکار به فرانسه گریخت و به فیلیپ پیوست.
محاصره طولانی یک‌ساله کاله به خصوص در طول زمستان، نیروی انگلیسی‌ها را به شدت فرسود. با این حال، مدافعان کاله ماه اوت سال ۱۳۴۷ میلادی در نهایت تسلیم شدند. به هر صورت این بار نیز اتمام منابع نقطه پایانی بر پیروزی‌های ادوارد بود و او نتوانست در این زمان آن‌ها ادامه دهد.
سال ۱۳۵۶ پسر بزرگ ادوارد سوم معروف به شاهزاده سیاه پیروزی چشمگیری در نبرد پواتیه به دست آورد. نیروهای انگلیسی نه تنها لشکریان فرانسوی را شکست دادند بلکه توانسته بودند ژان دوم، پادشاه فرانسه و جانشین فیلیپ ششم را نیز اسیر کنند که منجر به امضای پیمان برتینی در سال ۱۳۶۰ شد. حاکمیت فرانسه تقریباً به‌طور کامل از هم پاشید و انگلستان توانست متصرفات مهمی را در آن کشور به دست آورد.

## سال‌های پایانی و مرگ

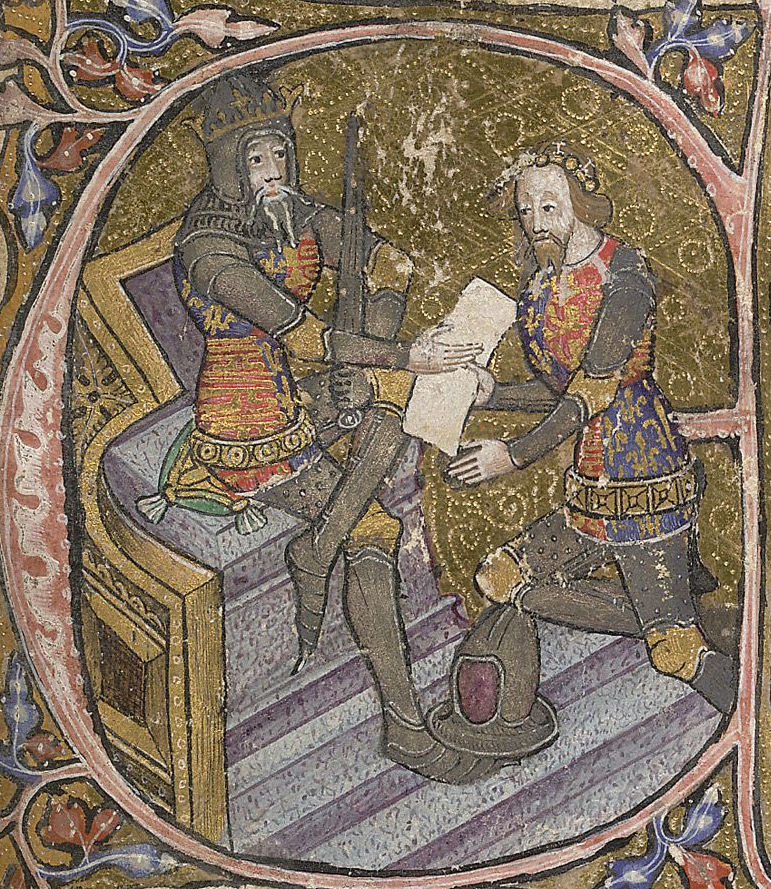
نگاره‌ای قرن چهاردهمی از ادوارد سوم (نشسته) و پسرش شاهزادهٔ سیاه (زانو زده)

برخلاف سال‌های نخستین فرمانروایی، سال‌های پایانی حکومت ادوارد سوم با سکون، شکست‌های نظامی و درگیری‌های سیاسی همراه بود. رسیدگی به امور روزانهٔ کشور در مقایسه با لشکرکشی‌های نظامی از جذابیت کمتری برای او برخوردار و در طول دههٔ ۱۳۶۰ بیشتر به کمک زیردستانش برای ادارهٔ امور وابسته بود. درگذشت قابل اعتمادترین مردان پادشاه بر مشکلات ادوارد سوم می‌افزود زیرا بدین ترتیب بر تعداد درباریان جوانی که با شاهزادگان تعامل بیشتری داشتند تا با پادشاه افزوده می‌شد. در این سال‌ها با کناره‌گیری از انظار عمومی، امور روزمره حکومت را به شورایی تحت رهبری ویلیام ویکهام، صدراعظم خود و اسقف وینچستر سپرده بود. ویکهام که از سال ۱۳۶۷ صدراعظم ادوارد بود، توانایی ضعیفی در مدیریت و امور خارجه داشت و باعث افول اوضاع شد. مدتی بعد قدرت در اختیار ویلیام لاتیمر قرار گرفت. در این هنگام جان گونت، پسر دیگر ادوارد نفوذ و تسلط زیادی در دربار و دولت داشت.
ژان دوم به هنگام اسارت در انگلستان در سال ۱۳۶۴ درگذشت و فرزندش شارل پنجم که فرمانروایی نیرومند بود، جانشین او شد. سال ۱۳۶۹ بار دیگر جنگ با فرانسه از سر گرفته شد و ادوارد سوم مسئولیت لشکرکشی به فرانسه را به جان گونت سپرد. جان در این نبرد شکست خورد و سال ۱۳۷۵ عهدنامه بروژ بین دو کشور منعقد شد که به موجب آن، انگلستان بخش عظیمی از متصرفات خود در خاک فرانسه را از دست داد و تنها شهرهای ساحلی کاله، بوردو و بایون برای آن باقی‌ماند.
ادوارد سوم روز ۲۹ سپتامبر ۱۳۷۶ به سختی بیمار شد و پس از آنکه برای مدت کوتاهی در فوریه ۱۳۷۷ بهبود نسبی یافت، بر اثر سکته مغزی روز ۲۱ ژوئن ۱۳۷۷ در سن ۶۴ سالگی درگذشت. از آنجا که پسر بزرگ ادوارد سوم، ادوارد، شاهزاده سیاه خود در ۸ ژوئن ۱۳۷۶ درگذشته بود، نوهٔ ده ساله‌اش با عنوان ریچارد دوم جانشین او شد.

## ازدواج
به نقل از ژان لو بل، وقایع‌نگار فلاندری، دربار انگلستان فرستادگانی به نزد ژان بومو، برادر گیوم یکم، کنت انو در کشورهای سفلی، گسیل کردند تا از برادرش گیوم بخواهد یکی از دخترانش را به ازدواج ادوارد درآورد. گیوم مشتاقانه با این درخواست موافق کرد. این وصلت با توجه به خویشاوندی بسیار نزدیک آن‌ها به موافقت پاپ منوط شد؛ چرا که مادران دو طرف ازدواج عموزاده درجه یک یکدیگر بودند. نمایندگان دربار انگلستان راهی اوینیون شدند و به سرعت مجوز پاپ بدین منظور را کسب کردند. ازدواج غیابی ادوارد و فیلیپای انو ماه اکتبر سال ۱۳۲۷ میلادی به وسیله اسقف کاونتری، نایب پادشاه انگلستان، در والنسین صورت گرفت. فیلیپا که هم‌اینک ملکه همسر انگلستان شده بود، در مشایعت عمویش ژان بومو به انگلستان منتقل شد. مراسم عروسی ادوارد و فیلیپا روزهای ۲۵ و ۲۶ ژانویه سال ۱۳۲۸ میلادی در یورک برگزار گردید. به نقل از ژان لو بل جشن عروسی برای سه هفته تمام در جریان بود.